# F.-A. Forel

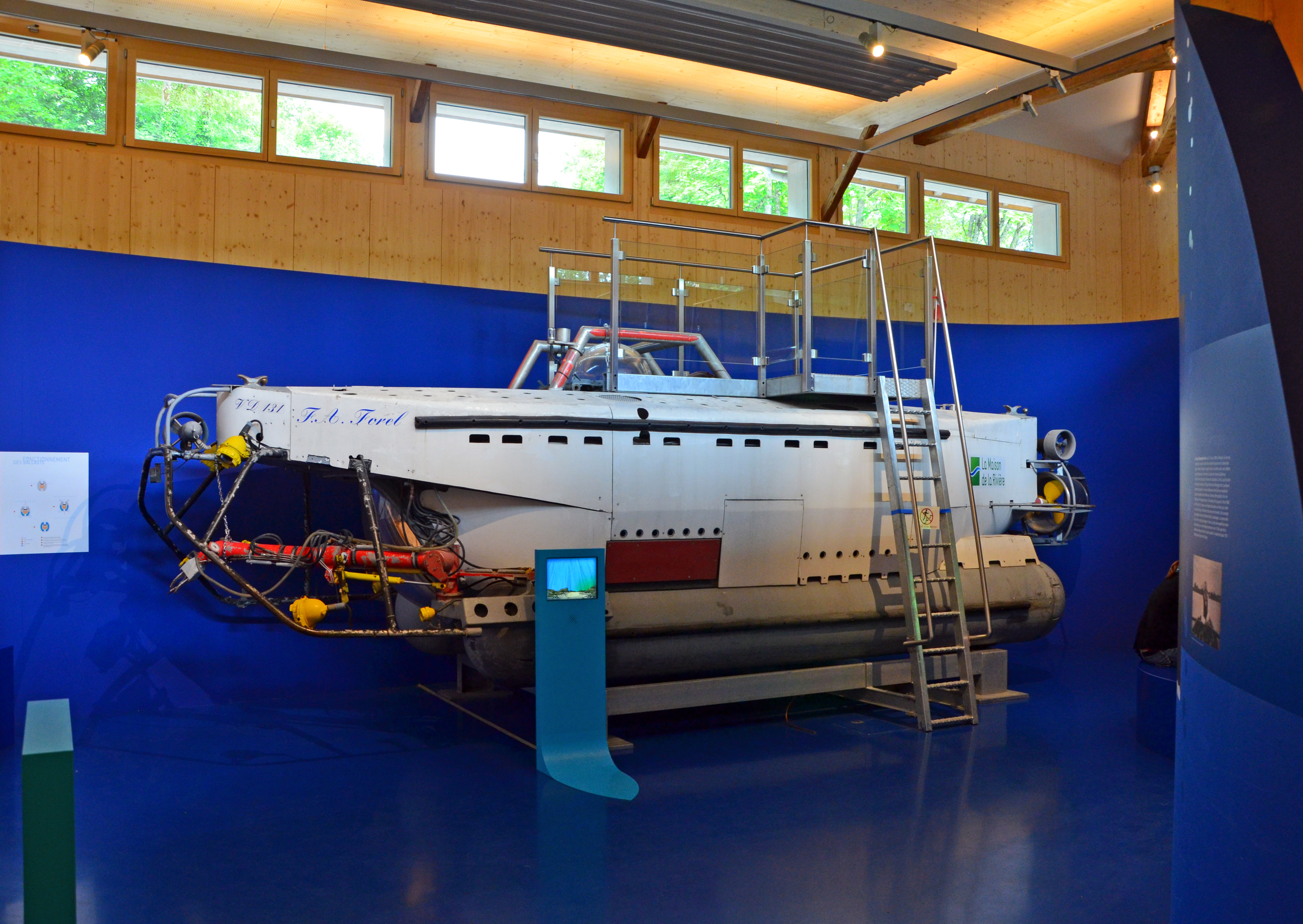
Le F.A. Forel en 2015, exposé à la Maison de la Rivière à Tolochenaz.

Le FA-Forel PX-28 est un sous-marin de poche à but scientifique. Conçu par l'océanographe suisse Jacques Piccard, il tire son nom du pionnier dans l'étude des lacs, François-Alphonse Forel.

## Histoire
- Décembre 1978, premier bain et premier test d’étanchéité
- En 2005, faute d'argent il n'est plus utilisé et est offert l'année suivante à la Fondation La Maison de la Rivière qui l'expose depuis 2015 dans son centre de recherche de Tolochenaz, en Suisse[1].

## Caractéristiques
- Profondeur maximale : 500 m (avec un coefficient de sécurité 2)
- Poids à terre : 11 t
- Diamètre extérieur de la coque : 1,40 m
- Longueur hors tout : 7,55 m
- Hauteur hors tout : 2,25 m
- Largeur hors tout : 2,20 m
- Nombre de places à bord : 3
- Autonomie normales : 6 à 8 heures
- Autonomie de sécurité : 72 heures